# Mesosemia inconspicua
Mesosemia inconspicua is een vlindersoort uit de familie van de prachtvlinders (Riodinidae), onderfamilie Riodininae.
Mesosemia inconspicua werd in 1932 beschreven door Lathy.